# 44 Dywizja Piechoty (Hiszpania)
44 Dywizja Piechoty” (hiszp. 44.ª División) – hiszpański związek taktyczny należący do Republikańskiej Armii Ludowej, uczestniczący w hiszpańskiej wojnie domowej.
44 Dywizja Piechoty (44 DP) sformowana została w 1937. Tworzyli ją głównie Hiszpanie. W czasie wojny domowej w Hiszpanii uczestniczyła m.in. w bitwie nad Ebro. Razem z 42 Dywizją Piechoty od 8 listopada 1938 prowadziła walki odwrotowe, cofając się pod naporem wojsk frankistowskich. W czasie wspomnianej bitwy wchodziła w skład XII Korpusu Armijnego Armii Ebro. Szlak bojowy 44 DP naciskana przez wojska frankistowskie, zakończyła przy granicy hiszpańsko-francuskiej. 

## Dowództwo dywizji
Dowódcy:
- płk Peire Cabaleiro
- Bartolomé Muntané Cirici
- płk Claudio Martín Barco
- płk Jesús Liberal Travieso
- mjr Ramón Pastor Llorens[3]

Komisarze polityczni:
- Luis Canales Carvajal
- Tomas Expresate[3]

Szefowie sztabu:
- Anastasio Santiago Ruiz
- Pedro Cervera Serreta

## Struktura organizacyjna
Skład w czasie bitwy nad Ebro:
- 143 Brygada
- 144 Brygada
- 145 Brygada